# Hymenocallis lehmilleri
Hymenocallis lehmilleri är en amaryllisväxtart som beskrevs av Thaddeus Monroe Howard. Hymenocallis lehmilleri ingår i släktet Hymenocallis och familjen amaryllisväxter. Inga underarter finns listade i Catalogue of Life.